# Clearmont (Wyoming)
Pour les articles homonymes, voir Clearmont.
Clearmont est une municipalité américaine située dans le comté de Sheridan au Wyoming.
Lors du recensement de 2010, sa population est de 142 habitants. La municipalité s'étend sur 0,16 milles carrés (0,41 km2).